# Saltverk

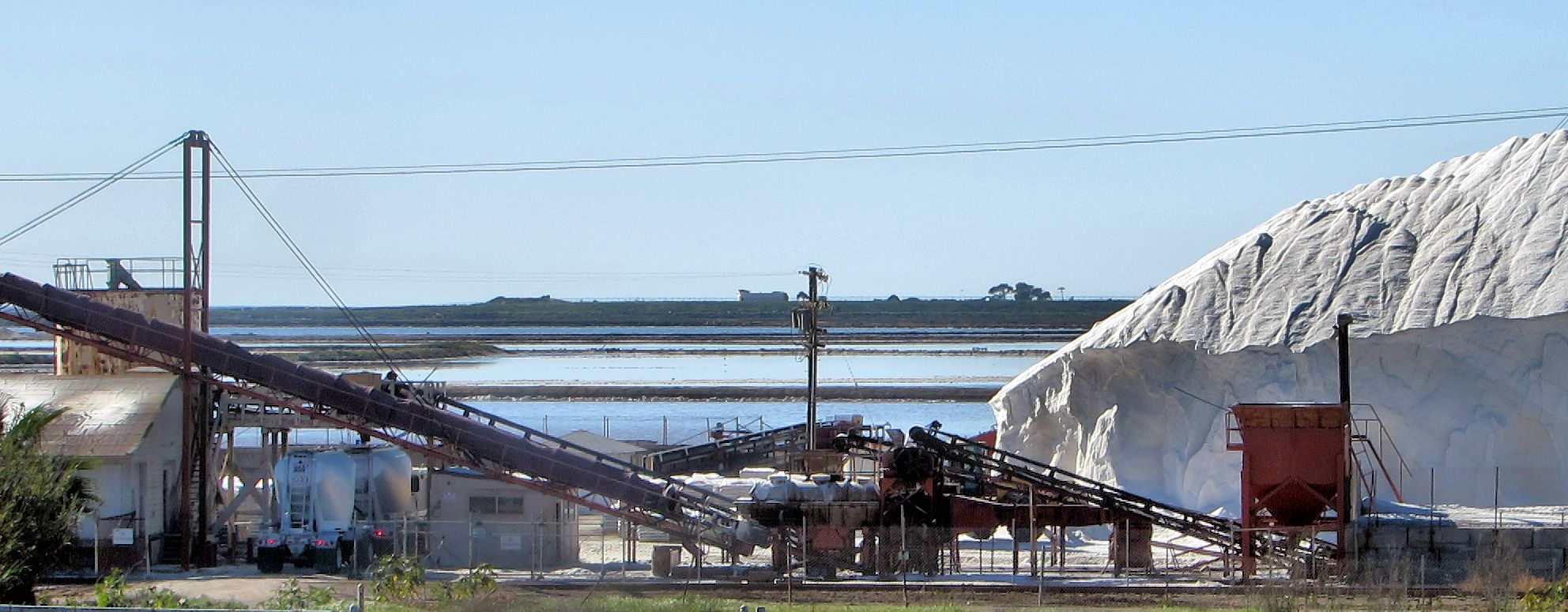
South Bay Salt Works, ett kaliforniskt saltverk, med saltdammar.

Saltverk (med en äldre benämning saltsjuderi), är anläggningar som producerar koksalt genom att koka saltvatten i öppna grytor. Installation för att göra salt är såväl moderna saltverk, som hypersaltvatten som vanligtvis innehåller höga koncentrationer av halofila mikroorganismer, främst haloarchaea men även andra halofiler som alger och bakterier.
Processen börjar vanligtvis med havsvatten som den ursprungliga källan till saltlake, men den kan också använda naturliga saltvattenkällor och bäckar. Vattnet förångas, vanligtvis över en serie dammar, till den punkt där natriumklorid och andra salter faller ut ur den mättade saltlaken, vilket gör att rena salter kan skördas. Där fullständig avdunstning på detta sätt inte var rutinmässigt möjlig på grund av vädret, producerades salt från den koncentrerade saltlösningen genom att koka saltlaken.
I Sven Rinmans "Bergverkslexikon" beskrivs att det på 1700-talet fanns berömda saltsjuderier i Nederländerna, Tyskland, England, Skottland, Irland och Norge. I Sverige förekom enligt samma källa försök att med saltsjudning utvinna salt ur havsvatten, men på grund av den låga salthalten i vattnet var de utan ekonomisk framgång och ledde endast till några enstaka anläggningar för husbehov.
De tidigaste exemplen på kokpannor som användes vid indunstning av salt går tillbaka till förhistorisk tid och pannorna var gjorda av keramik som kallas brikettage. Senare gjordes andra typer av bly och sedan järn. Bytet från bly till järn sammanföll med en förändring från ved till kol i syfte att värma upp saltlaken. Saltlake skulle pumpas in i pannorna och koncentreras av värmen från elden som brinner under. När saltkristaller bildades krattsades dessa ut och mer saltlösning tillsattes. I varmare klimat skulle ingen extra värme behöva tillföras, utan solens värme är tillräcklig för att avdunsta vattnet från saltlaken.
Saltsjuderierna användes även för att raffinera råsalt som importerats, vilket skedde genom att saltet löstes upp i vattnet och sedan kokades igen.

## Historik
Ett av de tidigaste kända saltverken för att skörda salt hävdas ha funnits på Xiechi Lake, Shanxi, Kina år 6000 f.Kr. Starka arkeologiska bevis på salttillverkning som dateras till 2000 f.Kr. finns i ruinerna av Zhongba i Chongqing.
Ett saltsjuderi anlades 1686 i Danviken, Stockholm, men lades ner efter bara några år på grund av för dålig lönsamhet. Huset byggdes istället om till Danviks dårhus.
Det finns en lång tradition av saltsjudning på Læsø(da) i Danmark. Där förekommer en förhöjd salthalt på flera ställen i ytligt grundvatten nära strandlinjen.